# Erebia theano
Erebia theano är en fjärilsart som beskrevs av August Michael Tauscher 1809. Erebia theano ingår i släktet Erebia och familjen praktfjärilar. Inga underarter finns listade i Catalogue of Life.